# Cousiniopsis
Cousiniopsis é um género botânico pertencente à família Asteraceae.
Inclui uma única espécie: Cousiniopsis atractyloides (C.Winkl.) Nevski. É originária do Irão, Afeganistão, Turcomenistão, Tajiquistão e Uzbequistão, Casaquistão e Quirguistão, todos na Ásia Central.

## Taxonomía
Cousiniopsis atractyloides foi descrito originalmente por Constantin Georg Alexander Winkler como Cardopatium atractyloides em Trudy Imp. S.-Peterburgsk. Bot. Sada., 9: 517, 1886, e posteriormente, atribuído ao género Cousiniopsis por Sergei Arsenjevic Nevski e publicado em Trudy Bot. Inst. Akad. Nauk S.S.S.R., Ser. 1, Fl. Sist. Vyssh. Rast., 4, p. 288, 1937.

## Sinonímia
- Broteroa atractylodes (C.Winkl.) Kuntze Revis. Gen. Pl., 1: 322, 1891
- Cardopatium atractyloides C.Winkl., 1886. (basiónimo)